# Dilfirib Kadın
Dilfirib Kadın, död 1952, var femte hustru till den osmanska sultanen Mehmet V (regerande 1909–1918).
Hon var cirkasser och gavs till det kejserliga osmanska haremet som barn. Vigseln ägde rum 1907. Paret fick inga barn. 
Hennes make blev sultan i april 1909. Safiye Ünüvar beskrev henne som ung och bildad och blev hennes personliga vän. 
30 maj 1918 tillhörde hon de kvinnliga medlemmar av sultanens familj som tog emot Österrikes kejsarinna Zita av Bourbon-Parma i Yıldızpalatset under det österrikiska kejsarparets statsbesök.
Det osmanska sultanatet avskaffades 1 november 1922 och det osmanska kalifatet i mars 1924, varefter alla medlemmar av den före detta osmanska dynastin förvisades från den nya republiken Turkiet. Hon inkluderades inte i förvisningen därför att denna inte definierade ingifta personer som medlemmar av dynastin. Hon gifte om sig med en läkare och fick en son. 